# 寒がりのVOICE
「寒がりのVOICE」（さむがりのヴォイス）は、1986年3月5日にリリースされた原田真二の19作目のシングル。

## 解説
- アルバム『Magical Healing』（1985年11月1日発売）からのリカット・シングル。B面もリカット。ニューヨークの地下鉄を題材にした曲。
- 作詞は吉川晃司のプロジェクトでも数曲コンビを組む安藤秀樹が担当。
- 同時期に吉川は、このコンビによるシングル「キャンドルの瞳」を1986年1月１日に発売。オリコンチャート2位を記録。

## 収録曲
作詞・作曲・編曲：原田真二（特記以外）
1. 寒がりのVOICE（4分27秒）
  - 作詞：安藤秀樹
2. SUBWAYの夜明け（3分59秒）

## ミュージシャン
- MIXED by MICHAEL BRAUER
- SYNTHESIZER PROGRAMMER：深沢順
- ALL KEYBOARDS & DRUMS & PERCUSSION & CHORUS：原田真二

### Additional Musicians
- GUITAR：原田末秋
- CHROMATIC HARP：八木のぶお
- BASS： 有賀啓雄